# КК Одеса
КК Одеса (укр. БК Одеса) је украјински кошаркашки клуб из Одесе. У сезони 2014/15. такмичи се у Суперлиги Украјине.  

## Историја
Клуб је основан 1992. године и до 1999. носио је назив БИПА-Мода по компанији која га је спонзорисала. Након тога управљање клубом је преузела општина, да би 2006. био враћен у приватно власништво. Првенство Украјине освајао је четири пута, а у још три наврата био је вицепрвак.

## Успеси
- Првенство Украјине:
  - Првак (4): 1998, 1999, 2001, 2002.
  - Вицепрвак (3): 1997, 2000, 2003.

## Познатији играчи
- Џерел Блесингејм
- Иван Кољевић